# Finlands matematiska förening
Finlands matematiska förening (finska: Suomen matemaattinen yhdistys) är en finländsk matematikerförening
Finlands matematiska förening, som grundades 1868, befrämjar matematiken som vetenskap och är medlemsorganisation i Vetenskapliga samfundens delegation och European Mathematical Society.